# فرانسيس إليزابيث
فرانسيس إليزابيث ألين (بالإنجليزية: Frances E. Allen)‏ أو «فران ألين» (مواليد 4 آب 1923) عالمة حاسوب أمريكية ورائدة في مجال المترجمات البرمجية، وتشمل إنجازاتها العمل المبدع في المترجم، وأمثلة البرمجيات، والحوسبة المتوازية. كان لها أيضاً دور في العمل الاستخباري في لغات البرمجة وقواعد الأمن لوكالة الأمن القومي.
وكانت ألين أول زميلة IBM للإناث، وفي عام 2006 أصبحت أول امرأة تفوز بجائزة تورنغ.

## النشأة والتعليم
نشأت ألين في مزرعة في البيرو بولاية نيويورك، وتخرجت من جامعة ولاية نيويورك (ولاية نيويورك في ألبانيا حالياً) للمدرسات بدرجة بكالوريوس في العلوم عام 1954.
حازت ألين على بكالوريوس في الرياضيات من جامعة ميشيغان عام 1957 وبدأت تزاول التدريس في مدرسة البيرو، وكانت غارقة في الديون، لذلك انضمت ألين لشركة IBM، وخططت للبقاء فيها فقط إلى أن تُسدَد قروض مدرستها، ولكن أمر بقائها استمر لمدة 45 سنة كاملة.

## المهنة
في عام 1971 كان لها مقالة مع Cocke "سلسلة من تحسين التحولات "، وقدمت أول وصف وتصنيف تحسين التحولات. مقالاتها لعامي 1973 و 1974"
عن  interprocedural تحليل تدفق المعطيات ،وتوسع هذا التحليل إلى كل البرامج. مقالتها عام 1976 مع كوك تصف واحدة من استراتيجيتين أساسيتين للتحليل المستخدمة من قبل القائمين على التحسين اليوم. كما طورت ونفذت ألين طرقها كجزء من المترجم البرمجي على IBM STRETCH-HARVEST ونظام الحوسبة التجريبي المتقدم.
و في عام 1989 أصبحت ألين أول زميلة في IBM. وفي عام 2007 تم إنشاء شهادة الزمالة لشهادة الدكتوراه لـIBM على شرفها.

## الجوائز والأوسمة
أليـن هي زميلة في IEEE وجمعية الحوسبة الآلية ACM ومتحف تاريـخ الكمبيوتر. وهي حاليـاً في مجلس الإدارة لكل من علوم الحاسب والاتصالات السلكية واللاسلكية ومجلس إدارة جمعيـة أبحاث الكمبيوتر CRA ومجلس المؤسسة الوطنية للعلوم الاستشاري CISE.
و هي عضوة في الأكاديميـة الوطنيـة للهندسة والجمعية الأمريكية للفلسفة، وفي عام 1994 تم انتخابها كزميلة في الأكاديمية الأمريكية للفنون والعلوم.
في عام 1997 , أُدخِلَت «أليـن» إلى قاعة مشاهير WITI وتقاعدت من IBM.
في عام 2002، حصلت على جائزة «أوغستا آدا لوفيلس» في ذلك العام من جمعية المرأة في مجال الحوسبة.
في عام 2007، تم الاعتراف بـ «أليـن» لعملها في مجال الحوسبة عالية الأداء حيث تلقت جائزة (تورينغ) في عام 2006
وأصبحت بـذلك أول امرأة تتلقى هذه الجائزة خلال أربعين عاماً من توزيعها.. والتي تعتبر معادلة لجائزة نوبل للحوسبة وهي معطاة من قبل جمعية الآلات للحوسبة.
وقد منحت درجة الدكتوراه الفخرية في العلوم في بداية فصل الشتاء في جامعة SUNY في ألبانيا، وقد أعربت (في مقالات لها بعد الجائزة)عن أملها في أن تتيح المزيد من الفرص للنساء في مجال العلوم والهندسة والحوسبة".
في عام 2009 حصلت على جائزة الدكتوراه الفخرية في درجة العلوم من جامعة ماك جيل "لمساهماتها الرائدة في نظرية وممارسة تقنيات الترجم الأمثل التي كانت حجر الأساس لأحدث المجمعين وأمثلها والتنفيذ المتوازي التلقائي.

## المصدر
1. 1 2 3 4 5 6 7   https://ethw.org/Oral-History:Frances_%22Fran%22_Allen. اطلع عليه بتاريخ 2020-08-05. {{استشهاد ويب}}: |url= بحاجة لعنوان (مساعدة) والوسيط |title= غير موجود أو فارغ (من ويكي بيانات) (مساعدة)
2. 1 2 3  "Frances Allen, Who Helped Hardware Understand Software, Dies at 88" (بالإنجليزية). The New York Times. 8 Aug 2020. Retrieved 2020-08-09.
3. ↑   http://maralboran.eu/coeducacion/2018/01/29/frances-e-allen/. {{استشهاد ويب}}: |url= بحاجة لعنوان (مساعدة) والوسيط |title= غير موجود أو فارغ (من ويكي بيانات) (مساعدة)
4. ↑  "Remembering Frances E. Allen" (بالإنجليزية). IBM Research. 5 Aug 2020. Retrieved 2020-08-06.
5. ↑  "Frances Allen, first woman to win Turing Award for contributions to computing, dies at 88". The Washington Post (بالإنجليزية). 7 Aug 2020.
6. ↑  "La científica Frances Allen falleció a los 88 años: fue la primera mujer en ganar el 'Nobel de la Informática'" (بالإسبانية). 9 de agosto de 2020. {{استشهاد ويب}}: تحقق من التاريخ في: |publication-date= (help)
7. ↑   https://awards.acm.org/fellows/award-recipients. اطلع عليه بتاريخ 2024-06-23. {{استشهاد ويب}}: |url= بحاجة لعنوان (مساعدة) والوسيط |title= غير موجود أو فارغ (من ويكي بيانات) (مساعدة)
8. 1 2   https://amturing.acm.org/award_winners/allen_1012327.cfm. اطلع عليه بتاريخ 2020-08-05. {{استشهاد ويب}}: |url= بحاجة لعنوان (مساعدة) والوسيط |title= غير موجود أو فارغ (من ويكي بيانات) (مساعدة)
9. ↑   https://www.computer.org/profiles/frances-allen. اطلع عليه بتاريخ 2019-07-17. {{استشهاد ويب}}: |url= بحاجة لعنوان (مساعدة) والوسيط |title= غير موجود أو فارغ (من ويكي بيانات) (مساعدة)
10. ↑   https://anitab.org/profiles/abie-award-winners/frances-allen/. اطلع عليه بتاريخ 2018-01-27. {{استشهاد ويب}}: |url= بحاجة لعنوان (مساعدة) والوسيط |title= غير موجود أو فارغ (من ويكي بيانات) (مساعدة)
11. ↑   https://computerhistory.org/profile/frances-allen/. اطلع عليه بتاريخ 2020-08-05. {{استشهاد ويب}}: |url= بحاجة لعنوان (مساعدة) والوسيط |title= غير موجود أو فارغ (من ويكي بيانات) (مساعدة)
12. ↑   http://www.sigplan.org/Awards/Achievement/. اطلع عليه بتاريخ 2020-08-05. {{استشهاد ويب}}: |url= بحاجة لعنوان (مساعدة) والوسيط |title= غير موجود أو فارغ (من ويكي بيانات) (مساعدة)
13. ↑   https://www.witi.com/halloffame/. اطلع عليه بتاريخ 2020-08-05. {{استشهاد ويب}}: |url= بحاجة لعنوان (مساعدة) والوسيط |title= غير موجود أو فارغ (من ويكي بيانات) (مساعدة)
14. ↑   https://awards.acm.org/fellows/award-winners. اطلع عليه بتاريخ 2020-08-05. {{استشهاد ويب}}: |url= بحاجة لعنوان (مساعدة) والوسيط |title= غير موجود أو فارغ (من ويكي بيانات) (مساعدة)
15. ↑   https://www.ibm.com/ibm/ideasfromibm/us/ibm_fellows/. اطلع عليه بتاريخ 2020-08-05. {{استشهاد ويب}}: |url= بحاجة لعنوان (مساعدة) والوسيط |title= غير موجود أو فارغ (من ويكي بيانات) (مساعدة)
16. ↑  IBM Corporation, "IBM Fellow becomes first woman to receive A. M. Turing Award" نسخة محفوظة 22 أكتوبر 2012 على موقع واي باك مشين.
17. ↑  Crump, Micheal, "Frances Allen's Computer Tipping", UAB Kaleidoscope magazine, جامعة ألاباما في برمنغهام, September 21, 2009. نسخة محفوظة 14 يونيو 2011 على موقع واي باك مشين.
18. ↑  Jr، S.؛ Guy، L. (2011). "An interview with". Communications of the ACM. ج. 54: 39. DOI:10.1145/1866739.1866752.